# 瑞仓信号场
瑞倉信號場（：／ Seochang yeok */?）是京釜線沿線的一座线路所，位於韓國世宗特别自治市鳥致院邑，由鸟致院站管理。五松線由此站岔出。

## 历史
- 1978年5月1日 - 落成使用。

## 车站周边
- 高丽大学世宗校区
- 弘益大学鸟致院校区

## 邻近车站
韓国铁道公社
京釜線
全东信号场 - 瑞倉信號場 - 鳥致院
五松線
瑞倉信號場 - 五松